# Alan de Neville
Alan de Neville († um 1176) war der oberste Forstbeamte des englischen Königs Heinrich II.
Alan de Neville nannte sich vermutlich nach Neuville in der Normandie. Ob die Nevilles, die während der Herrschaft von Heinrich II. in Lincolnshire lebten, oder die Familie Neville, die 1086 als Vasallen des Abtes von Peterborough in Walcot in Somerset erwähnt werden, mit ihm verwandt waren, ist unbekannt. Alan de Neville wird erstmals 1138 im Gefolge von Graf Waleran von Meulan erwähnt. Später diente er als dessen Mundschenk, wofür er jährlich 100 Shilling erhielt. Um diese Zeit heiratete er eine Tochter eines Barons der Herrschaft von Pont-Audemer. Wie sein Herr blieb er während der Anarchie in England auf Seiten von König Stephan, bis er um 1153 in den Dienst des neuen Königs Heinrich II. wechselte. Vor 1156 hatte er Grundbesitz in Lincolnshire, vermutlich vor allem in Lindsey erworben, für den er zwischen 1168 und 1171 zu Strafzahlungen verurteilt wurde.
1158 übergab ihm der König Grundbesitz in Marlborough, aus dem er jährliche Einkünfte in Höhe von £ 32 hatte, und 1159 erhielt er aus den Einkünften des Savernake Forest in Wiltshire ein Geschenk des Königs. Dies lässt vermuten, dass er zu dieser Zeit bereits als Forstbeamter in Wiltshire tätig war. Vor 1170 erweiterte er seinen Grundbesitz durch Güter in Bedwyn, Homington und Grafton. 1163 wird er erstmals als Richter, vermutlich für die königliche Forsthoheit, in Wiltshire erwähnt. In dem Streit des Königs mit Erzbischof Thomas Becket stand er auf der Seite des Königs, weshalb er 1166 und 1168 von Becket exkommuniziert wurde. Um 1166 war er zum obersten Forstbeamten des Königs ernannt worden. Als oberster Forstbeamter setzte Neville tatkräftig die königliche Forsthoheit um. In zahlreichen Counties leitete er 1166 und 1167 Gerichtssitzungen wegen Waldfrevel, dabei verhängte er hohe Strafen und ahndete streng Wilderei, illegalen Holzeinschlag oder ungenehmigte Rodungen. Neville nahm dabei keine Rücksicht auf Rang oder Status der Beschuldigten und ging auch gegen Barone und Geistliche vor. Diese strenge Durchsetzung der Forsthoheit war für die gesamte Bevölkerung ungewohnt, weshalb Neville äußerst unbeliebt und verhasst war. Selbst der Justiciar Robert de Beaumont, 2. Earl of Leicester musste sich vom König ein Privileg erteilen lassen, dass ihn vor den Untersuchungen von Nevilles Beamten bewahrte.
Nach dem Chronisten Roger von Hoveden blieb Neville bis zu seinem Tod oberster Forstbeamter. Da Thomas son of Bernard 1176 neuer oberster Forstbeamter wurde, muss Neville vorher gestorben sein. Noch während der Herrschaft von Heinrich III. in der ersten Hälfte des 13. Jahrhunderts kam es zu Prozessen, in denen es um die ungerechtfertigte Ausweitung der königlichen Wälder während Nevilles Amtszeit ging.
Thomas und Ivo de Neville, die 1178 Grundbesitz in Grafton besaßen, waren wohl seine Erben. Geoffrey de Neville († 1225), ein Höfling unter König Johann Ohneland, soll ein jüngerer Sohn von ihm gewesen sein. Hugh de Neville, der oberste Forstrichter Heinrichs III., war vermutlich ein Enkel von Neville.